# Tagkollaps på Novi Sad banegård
Tagkollaps på Novi Sad banegård var en tragisk hændelse, der fandt sted den 1. november 2024 omkring kl. 11:50 på Novi Sad banegård. Ved ulykken omkom fjorten personer, herunder en seksårig dreng, og tre andre blev såret. Tre af de sårede blev alvorligt kvæstet og er i kritisk tilstand.

## Baggrund
I 2021 blev der annonceret planer om at renovere og udvide stationen som en del af den serbiske regerings bestræbelser på at forbedre og modernisere landets jernbaneinfrastruktur, herunder indførelsen af højhastighedstog. Renoveringen omfattede modernisering af skinnerne, opførelsen af en ny perron samt en fuldstændig opgradering af hovedbygningen med tilføjelse af elevatorer for handicappede. Arbejdet begyndte i september 2021.
Som en del af renoveringen måtte Boško Perošević-broen nedrives, og Žeželj jernbanebro blev renoveret. Projektet blev designet af Aleksandar Bojović og udført af et internationalt konsortium bestående af JV Azvi - Taddei - Horta Coslada International. Renoveringen af banegården blev udført af kinesiske selskaber China Railway International og China Communications Construction Company (CCCC) som en del af projektet for Jernbanelinjen Budapest–Beograd, som er en del af en større international jernbanenetværksplan.
Den renoverede stationsbygning blev officielt åbnet den 19. marts 2022 med moderne spor, der gør det muligt at køre med hastigheder på op til 200 km/h mellem Beograd og Novi Sad.

## Ulykken
Den 1. november 2024 omkring kl. 11:50 kollapsede tagkonstruktionen ved hovedindgangen til Novi Sad banegård. Ved ulykken omkom fjorten personer, herunder en seksårig dreng, og tre andre blev såret.
Bygningsingeniør Danijel Dašić udtalte, at kollapset skyldtes en ekstra stålkonstruktion for glaspaneler, som blev installeret under renoveringen.

## Reaktioner
Den serbiske regering erklærede den 2. november 2024 som national sørgedag, mens Novi Sad indførte tre dages sorg. Der blev også erklæret en sørgedag i Republika Srpska.
Den ungarske premierminister Viktor Orbán udtrykte sin kondolence til Serbien og ofrenes familier.
Serbiens præsident Aleksandar Vučić krævede politisk og strafferetligt ansvar for ulykken. Det kinesiske konsortium, der arbejdede på renoveringen, udtalte, at tagkonstruktionen ikke var en del af renoveringsprojektet.